# Abraham Maslow
Abraham Maslow, ameriški psiholog, * 1. april 1908, Brooklyn, New York, ZDA, † 8. junij 1970, Menlo Park, Kalifornija, ZDA.
Maslow je utemeljitelj hierarhije potreb po Maslowu in je »oče« humanistične psihologije. Leta 1968 je bil predsednik Ameriškega psihološkega združenja.